# Gertrud Friedersdorff
Gertrud Friedersdorff (* 8. Dezember 1882 in Wirsitz, Kreis Wirsitz, Regierungsbezirk Bromberg; † nach 1947) war eine deutsche Porträt- und Landschaftsmalerin der Düsseldorfer Schule.

## Leben und Werk
Friedersdorff, Tochter des Katasterdirektors des Landkreises Dramburg, Konrad Friedersdorff (* 1846), studierte Malerei als Privatschülerin der Düsseldorfer Maler Willy Spatz, Wilhelm Fritzel und Wilhelm Schneider-Didam. Mit ihrem Bruder, dem Porträt- und Landschaftsmaler Robert Friedersdorff, wohnte sie zeitweise unter der gleichen Düsseldorfer Adresse. Sie schuf vornehmlich Aquarelle, oft mit Motiven aus dem Bergischen Land. 1910 war sie auf der Großen Berliner Kunstausstellung vertreten, 1913 und 1915 auf der Großen Kunstausstellung Düsseldorf, 1947 auf einer Ausstellung der „Wernigeröder Künstlerkolonie“.
Für 1945 ist als Wohnsitz Swinemünde belegt. In diesem Jahr nahm sie in Schwerin an der „Jahresschau 1945 der Kunstschaffenden aus Mecklenburg-Vorpommern“ teil.